# Спаркс, Фрэнсис
Фрэнсис Джон Спаркс (англ. Francis John Sparks; 4 июля 1855 — 13 февраля 1934) — английский футболист, нападающий, наиболее известный по выступлениям за клуб «Клэпем Роверс», в составе которого выиграл Кубок Англии 1880 года, а также за национальную сборную Англии.

## Клубная карьера
Уроженец Норт-Бенфлита (графство Эссекс), Спаркс начал свою футбольную карьеру в клубе «Сент-Олбанс Пилигримс» в 1873 году. Позднее в том же году перешёл в «Брондзбери». В составе этого клуба сыграл в матче первого раунда Кубка Англии против «Ройал Энджинирс» в октябре 1873 (поражение 0:5).
С 1876 по 1878 год выступал за клуб «Аптон Парк». Затем играл за «Хартфордшир Рейнджерс». Впоследствии перешёл в 
«Клэпем Роверс». В сезоне 1879/80 помог команде дойти до финала Кубка Англии, в котором «Клэпем Роверс» обыграл «Оксфорд Юниверсити». Спаркс поучаствовал в голевой атаке своей команды: за шесть минут до окончания игры, когда счёт всё ещё не был открыт, Фрэнсис «сделал умный рывок по флангу и сделал кросс на ожидающего Ллойда-Джонса, который выполнил простую задачу забить мяч между стойками ворот „Оксфорда“ и обеспечить преимущество в один мяч».
В дальнейшем представлял футбольные ассоциации Эссекса и Лондона, был членом комитета Футбольной ассоциации с 1876 по 1880 год. Также играл за клуб «Уондерерс». После завершения карьеры работал клерком в Барнете, а также торговал углём.

## Карьера в сборной
5 апреля 1879 года дебютировал за сборную Англии в матче против сборной Шотландии. Англичане выиграли тот матч со счётом 5:4; в газетах игру описывали как «самый захватывающий матч между Англией и Шотландией на текущий момент».
В марте 1880 года Спаркс провёл ещё два матча за сборную Англии — против шотландцев (забив один гол) 13 марта и против валлийцев 15 марта (сделав «дубль»). В матче против Уэльса он был капитаном англичан.

### Матчи за сборную Англии
| № | Дата          | Стадион                    | Соперник  | Результат | Голы    | Турнир            |
| - | ------------- | -------------------------- | --------- | --------- | ------- | ----------------- |
| 1 | 5 апреля 1879 | «Овал», Кеннингтон, Лондон | Шотландия | 5:4       |         | Товарищеский матч |
| 2 | 13 марта 1880 | «Кэткин Парк», Глазго      | Шотландия | 4:5       | 85′     | Товарищеский матч |
| 3 | 15 марта 1880 | «Рейскорс Граунд», Рексем  | Уэльс     | 3:2       | 66′ 77′ | Товарищеский матч |

## Достижения
Клэпем Роверс
- Обладатель Кубка Англии: 1880